# 織田秀雄
織田 秀雄（おだ ひでかつ、ひでを）は、安土桃山時代の大名。官位は従三位・参議。織田信長の孫にあたる。

## 生涯
天正11年（1583年）、織田信雄の長男として誕生した。母は北畠具教の娘・千代御前（雪姫）。幼名は従兄の織田秀信と同じ三法師。
天正18年（1590年）、父・信雄は秀吉の国替命令を拒んで改易されて、秋田に流されたが、秀雄は近江大溝城を与えられた。
文禄元年（1592年）、羽柴家一門の青木秀以が越前府中城10万石（のちに越前北庄21万石）に加増移封されると、その跡を受け越前大野郡5万石を与えられ、亀山城（大野城）を居城とした（秀雄の召し出しは、同年の父・信雄の赦免に伴う措置と考えられる。なお、異説として、大野城の前に近江国大溝城を与えられ、その後文禄4年（1595年）7月に大野に移封されたとする説もある）。
また、秀吉は小牧・長久手の戦い後に信雄を織田宗家の当主と認め、秀雄はその織田宗家の家督を継承したが、文禄元年秋に織田秀信が岐阜城主となると、改めて秀信を宗家の当主に据えたとする説もある。
豊臣政権下では羽柴家の元主家として従三位・参議の高官に任じられ、石高こそ低いものの席次は上位に列した。
慶長5年（1600年）の関ヶ原の戦いに際しては西軍に属し、改易された。秀雄本人は東軍に属する意向を持っていたものの、父・信雄の意向を受け入れて西軍に属することになったという。
改易後、江戸の浅草に閑居していたが、慶長7年（1602年）、徳川秀忠の好意により、蔵米3000俵を支給される。
慶長15年（1610年）8月8日、京都で父に先立って死去、享年28。正室・子女ともにいなかった。
京都の大徳寺塔頭総見院に葬られた。東京都文京区の大円寺には供養塔がある。